# Myosotis scorpioides
Lưu ly đầm lầy (danh pháp hai phần: Myosotis scorpioides) là loài thực vật có hoa trong họ Mồ hôi. Loài này được Carl Linnaeus mô tả khoa học đầu tiên năm 1753.